# François Groslière
François Groslière est un peintre et plasticien français, né en 1961 à Clermont-Ferrand et dirigeant d’une agence de conseil en communication.

## Biographie
François Groslière est né le 13 septembre 1961 à Clermont-Ferrand en Auvergne. Bien que daltonien, il se passionne pour les couleurs, la peinture, l'art et la communication en général.
Après avoir suivi des cours du soir aux beaux-arts de Clermont-Ferrand, François Groslière étudie le génie civil à Riom (Puy-de-Dôme), puis Toulon (Var). Il apprend ensuite le dessin publicitaire à l'école Brassart de Tours de 1981 à 1983. Puis, il part pour Paris où il devient publicitaire, avant de revenir en Auvergne en 1987 en tant que directeur artistique dans le groupe Publicis.
En 1995, le plasticien expose ses tableaux pour la première fois à la Place aux arts à Clermont-Ferrand. La même année, il troque le support papier pour du papier kraft puis la toile et peint à l'acrylique et au pastel gras.
Dès lors, il enchaîne les expositions et les vernissages tous les mois dans des lieux variés : châteaux, salons de coiffure, restaurants, caveaux, hôpitaux, hôtels, abbayes ou encore dans un théâtre lors du festival d’Avignon. Il expose aussi lors de soirées privées chez des particuliers. Il réalise également des fresques dans des crèches d’entreprise, des résidences et des entreprises.
Il présente ses œuvres au grand salon d’art contemporain de Bastille à Paris, puis au SIAC à Marseille, à l’Art3F de Montpellier, et dans d’autres villes comme Lyon, Nantes, Monaco.
En 2000, François Groslière réalise une série de madones aux « formes généreuses [et] silhouettes sensuelles », selon La Montagne.
En 2007, le peintre décide de peindre des sportifs à la suite d’un reproche : « Vous ne savez pas faire les yeux ». Les femmes pulpeuses cèdent alors la place pour quelque temps aux rugbymen, représentés en plein match. Les rugbymen sont alors à l’opposé de son style. 
La série commence par un tableau offert au rugbymen Tony Marsh, au retour du Brennus pour le Top 14, puis une Dream Team qu’il expose au club ASM au stade Marcel Michelin puis à Paris dans des restaurants et au stade Jean Boin, en référence à la Coupe du monde de rugby 1987.
En 2009, il expose ses œuvres lors du festival d'Avignon.
En 2010, repéré lors d’un grand salon d’art contemporain à Paris par la société d’objets Incidence, il est distribué dans toute l’Europe à l’effigie de ses dames. 
Du côté caritatif, l’artiste offre régulièrement ses toiles à des associations, hôpitaux… François Groslière remet ainsi La goutte d'eau et le colibri au Secours populaire au début des années 2010. Il donne également l'une de ses toiles aux Blouses roses en 2013 à l'occasion des 70 ans de l'association. La même année, il est président du jury du Prix des peintres de rue de Clermont-Ferrand.
En 2011, il crée sa propre agence de communication.
En 2013, il dessine et peint plus de 800 m2 de tapis et fresques pour la Caisse d’épargne d’Auvergne et du Limousin, à la demande des architectes clermontois CHR.
En 2014, il est présent au 14e Salon international de l'art contemporain à Marseille. L'artiste expose ses toiles à Clermont-Ferrand, Lyon, Montpellier, Toulouse. Si le plasticien participe à des salons d'art à Paris ou Marseille, il présente aussi ses collections dans des villes plus modestes comme à Figeac ou Sarlat.
L'artiste inaugure une nouvelle exposition tous les deux mois dans de nouveaux lieux : hôpitaux, cafés, casinos, crèches, magasins, mairies, etc.,,
En 2019, dans le cadre des 40 ans de l’ONG Mains ouvertes, François Groslière pilote le projet d’une bande dessinée. 
En avril 2020, à l’occasion du premier confinement relatif au Covid-19, François Groslière remet une toile à l'Ehpad Ambroise Croizat au Cendre (Puy-de-Dôme). Le tableau, dénommé « Mère Nature », représente le portrait d’une femme « sans masque, puisqu'elle seule n'en a pas besoin ». Pendant la crise sanitaire, il offre également une toile, intitulée « Merci » au CHU Estaing de Clermont-Ferrand. En 2014, il avait déjà exposé une série de portraits dans cet hôpital.
En août 2020, à l’occasion du salon ART3F de Monaco, il réalise une toile représentant la princesse Grace et l’offre ensuite au Palais princier. 
Fin 2020, François Groslière réalise un vernissage au Grand Hôtel de Châtel-Guyon. De là, le maire de la ville fait appel à l’artiste pour valoriser son patrimoine à travers une affiche néo-vintage. On y voit une femme aux formes généreuses avec un verre d’eau thermale, devant les thermes et une fontaine de la ville, et la Chaîne des Puys à l’horizon. Il est invité à exposer ses œuvres à Châtel-Guyon à l’été 2021. Son exposition porte alors sur l’eau et le vin. 
En mai 2021, à la demande de la coutellerie Robert-David, il signe une collection de couteaux de poche et de table Le Thiers, en série limitée.  
Pendant le Covid, François Groslière réalise aussi une fresque animalière de 60 m de long pour les enfants malades du Centre médical infantile de Romagnat. 
En parallèle de ses activités de peintre et plasticien, François Groslière travaille pour des entreprises, qui le sollicitent pour des tableaux, fresques, créations graphiques et ateliers. 

## Œuvres

### Les femmes
François Groslière s'est fait connaître par une série de tableaux représentant des femmes aux formes généreuses. C'est en 2000 qu'il expose pour la première fois ses madones aux courbes sensuelles.
Côté couleurs, l'artiste privilégie le fuchsia, le turquoise et le rouge vif,. Ces femmes aux cuisses proéminentes et au port de tête altier, arborent souvent des robes à pois, des chapeaux à rayures ou encore des vestes à carreaux. Elles adoptent des attitudes tantôt dynamiques, parfois lascives.
L'autre particularité de ces femmes peintes par François Groslière, est l'absence de regard. L'artiste préfère « laisser à chacun le soin de l'imaginer ».
François Groslière décrit sa peinture : « Ma peinture est le reflet de ce que je suis : elle est vive, généreuse, malicieuse et parfois maladroite ».
En 2018, il présente ses toiles lors de l’exposition « Eclats de femmes ».

### Les rugbymen
François Groslière réalise une série de toiles sur le thème des rugbymen, et notamment des joueurs de l’ASM et du stade Marcel Michelin.

### L'automobile
En 2017, François Groslière réalise un triptyque : une alpine Renault, une Ferrari et une Coccinelle. L’artiste peint d’autres tableaux sur le thème de l’automobile comme Porsche ou pour l’Automobile Club de Menton en 2020.

### Objets dérivés
En 2010, la société Incidence demande alors au peintre de réaliser des dessins originaux pour les reproduire sur des produits dérivés[source insuffisante]. Le plasticien décline ses œuvres en calendriers, assiettes, tasses de café Téo, balles de golf, coques de téléphone portable, sacs à main...
En 2012, François Groslière signe pour la marque une collection d'objets de décoration intitulée « J'aime la France ».

## Liste des œuvres
- 2000 : Strip-tease
- 2001 : Sexo
- 2002 : Cerise câline
- 2003 : La Madone bleue[5]
- 2004 : Ciel mon poisson
- 2005 : Fleur de lotus
- 2006 : Reine de Saba
- 2007 : Scoot toujours
- 2008 : So sexe
- 2009 : Cage à l'eau
- 2010 : Bouche à bouche
- 2011 : Marguerite
- 2012 : Déhanché de folie
- 2013 : La goutte d'eau et le colibri
- 2014 : Blouse rose

L’artiste réalise de nombreuses œuvres. Ses autres créations sont, entre autres, « Cerises au vent », « Scooter d'Avril », « Topless face au phare »,…